# Catherine Hamlin
Catherine Hamlin AC (Sydney, 24 de gener de 1924 - Addis Abeba, 18 de març de 2020) fou una metgessa obstetra i ginecòloga australiana que, juntament amb el seu marit neozelandès, el Dr. Reg Hamlin, va cofundar l'hospital de Fístula d'Addis Abeba (Addis Ababa Fistula Hospital), l'únic centre mèdic del món dedicat exclusivament a proveir gratuïtament cirurgies per a la reparació de la fístula obstètrica a dones pobres que van sofrir lesions de part. Hamlin també va cofundar una organització caritativa anomenada Hamlin Fistula.
El Fons de Població de les Nacions Unides ha reconegut Hamlin com una pionera en la cirurgia de la fístula per les seves contribucions al desenvolupament de tècniques i procediments per al tractament de la fístula obstétrica. Ella, el seu marit i el personal mèdic de l'hospital han tractat a més de 34.000 dones. Ha estat nominada dues vegades al Premi Nobel de la Pau, la primera d'elles, el 1999, i la segona el 2014.

## Reconeixements

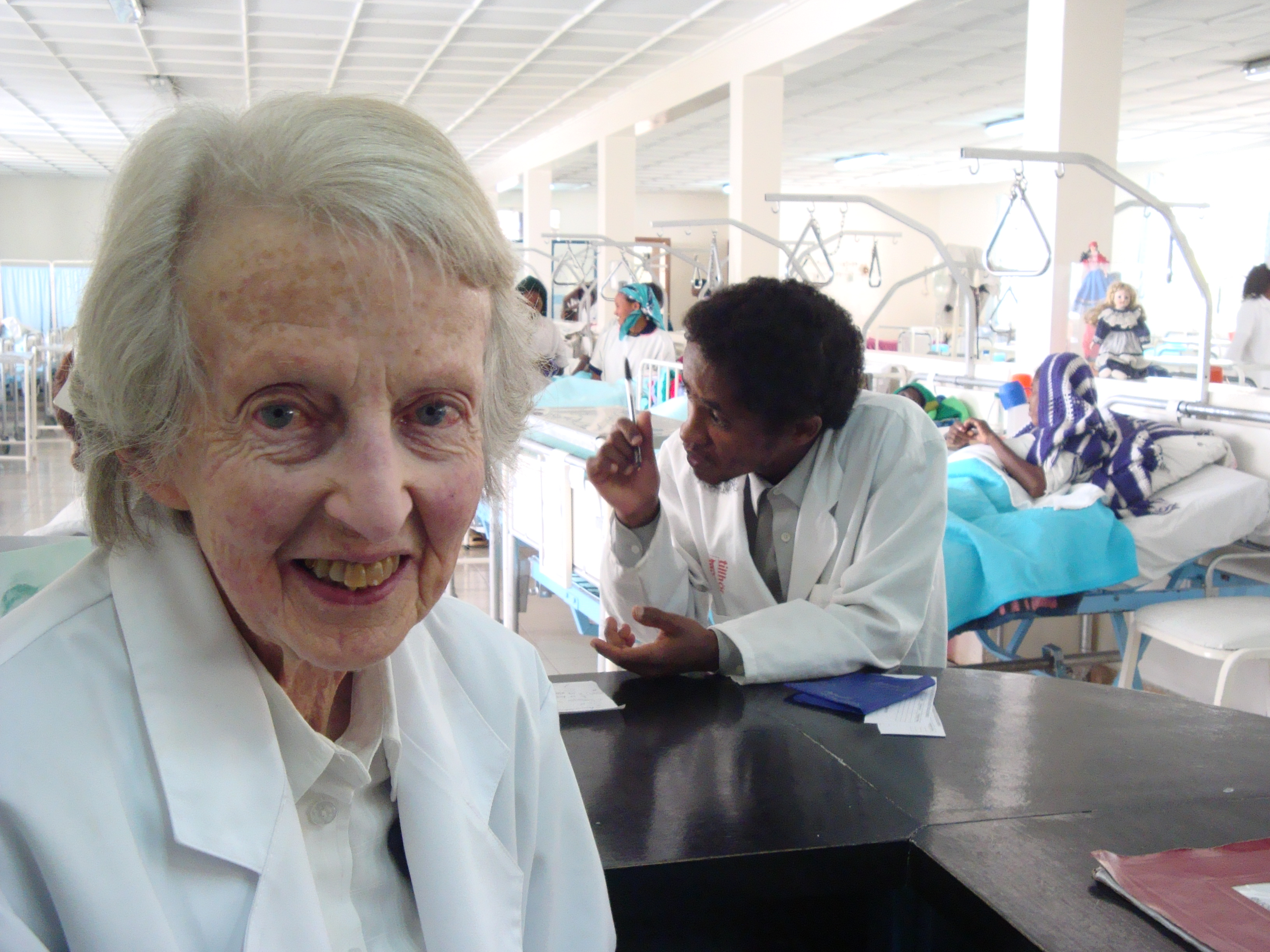
La Dra. Catherine Hamlin en el Hamlin Fistula Hospital, Etiopia, 2009.

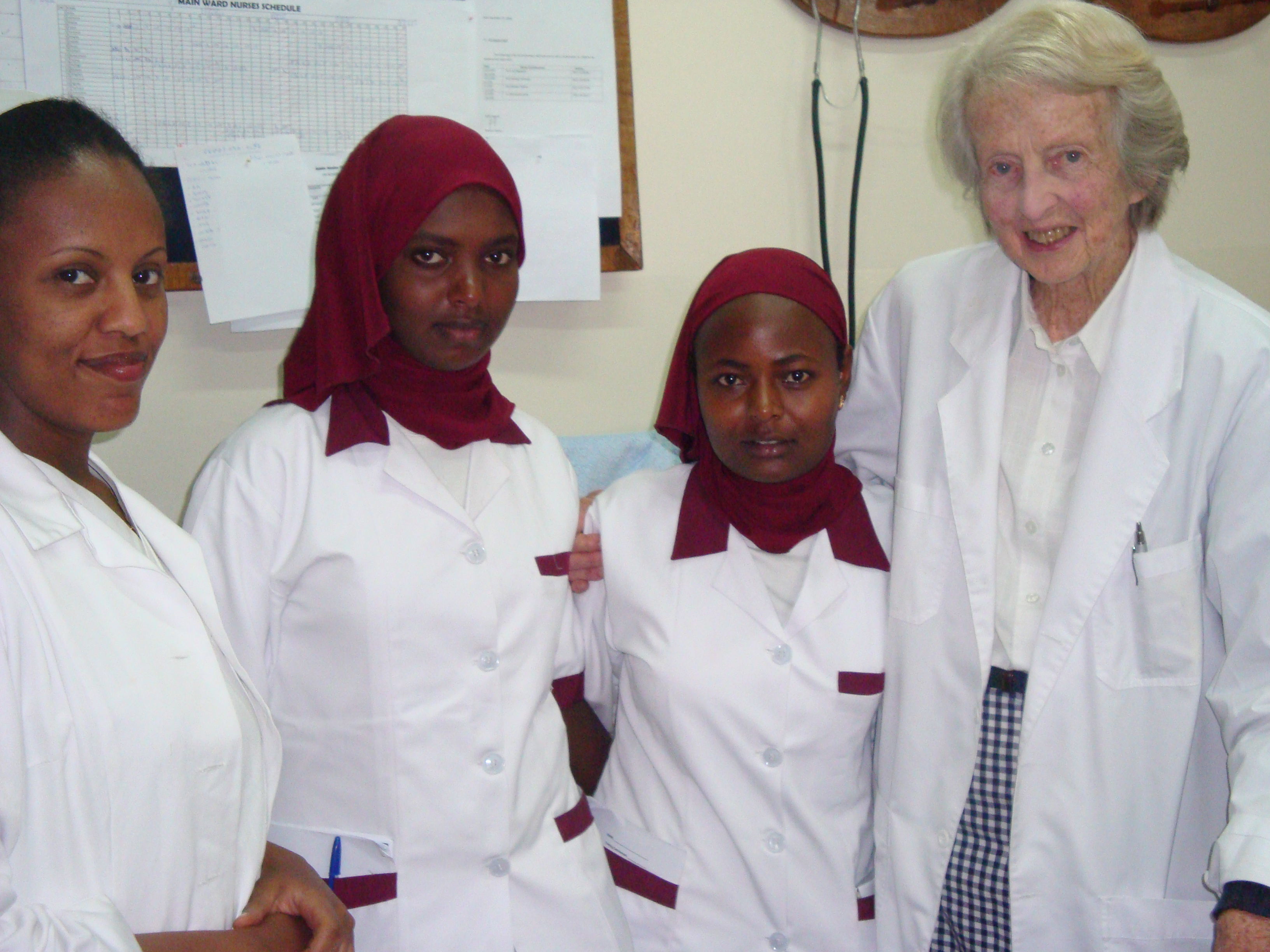
Catherine Hamlin a l'Addis Abeba Fistula Hospital.

Hamlin ha estat guardonada per les associacions mèdiques d'Austràlia, Anglaterra i Estats Units. El 26 de gener de 1983, va ser nomenada Membre de l'Ordre d'Austràlia pels seus serveis en ginecologia en països en desenvolupament; i el 26 de gener de 1995, Hamlin va ser guardonada amb l'honor més alt d'Austràlia, sent promoguda al grau de Companya de l'Ordre d'Austràlia.
L'1 de gener de 2001, va ser guardonada amb la Centenary Medal, un premi atorgat pel govern del seu país, que va reconèixer el seu "llarg i excel·lent servei al desenvolupament internacional a Àfrica".
És autora del llibre The Hospital by the River: A Story of Hope (L'Hospital prop del Riu: Una Història d'Esperança), que es va convertir en un best-seller. En el New York Times, el guanyador del Premi Pulitzer Nicholas Kristof, l'ha descrit com una "Mare Teresa" moderna.
Hamlin va aparèixer al programa de televisió d'Oprah Winfrey el gener de 2004; i l'episodi va ser inclòs en la col·lecció antològica de vint anys de Winfrey. La presentadora va viatjar a l'hospital i hi va filmar un episodi del seu programa, emès al desembre de 2005.
El documental de 2007, "A Walk to Beautiful", relata el treball social de Hamlin i compta amb l'aparició de cinc dones etíopes que van ser tractades i guarides per la doctora i el seu equip a l'hospital de Fístula d'Addis Abeba. El 2009 va ser guardonada amb el Right Livelihood Award, conegut com el "Premi Nobel alternatiu".

## Obra
- The Hospital by the River: A Story of Hope. Oxford 2004. [Edició en alemany: Das Krankenhaus am Fluss. BoD, Bruchsal 2013, ISBN  978-3-7322-4468-3.]

- Australian Stories of Life. Sydney 2005 (coautor).